# Шоттмюллер, Хуго
Хуго Шоттмюллер (нем. Hugo Schottmüller; полное имя нем. Adolf Alfred Louis George Hugo; 22 сентября, 1867, Треббин, Бранденбург — 19 мая, 1936, Гамбург, Германия) — немецкий врач и бактериолог, профессор.

## Биография
Учился медицине в Тюбингенском и Грайфсвальдском университетах. В Тюбингене он стал членом медицинского общества Corps Rhenania, а в Берлине — Corps Archia. В 1893 году он сдал экзамен на доктора медицины и был призван на военную службу. Впоследствии он начал свою клиническую деятельность в хирургической клинике «Эппендорф» в Гамбурге, которой руководил Макс Шеде, но довольно быстро перешел в гигиенический институт Грайфсвальдского университета, профессора Фридриха Леффлера. В 1895 году он занял пост старшего врача главного медицинского отдела Гамбурга. Будучи старшим врачом, он сотрудничал с Германном Ленхартцем в клинике Эпендорфа, где мог самостоятельно проводить клинические исследования. В 1913 году перешел в Пражский немецкий университет, где руководил медицинской клиникой. В 1919 году вернулся в Гамбург, чтобы возглавить медицинскую клинику. В этом городе он работал до самой смерти.
Он был активным членом нацистской партии с 1933 года и подписал обращение ученых в поддержку Адольфа Гитлера и нацизма. В его честь была названа улица в Гамбурге, но в 2014 года из-за его нацистской деятельности улицу назвали в честь Оды Шоттмюллер, танцовщицы и скульптора, которую казнили нацисты в 1943 году за ее антинацистскую деятельность вместе с членами разведывательной сети «Красная капелла».

## Научные достижения
Открытия им сделаны в клинической бактериологии и серологии. Его определение сепсиса используется сегодня. Он провел делимитацию различных тифов и тифоподобных форм, в 1900 году выделил возбудителя паратифа В, которого одно время называли в его честь Salmonella shottmulleri. Он также исследовал подострый септический эндокардит и обнаружил его причину — "Streptococcus viridans". Кроме того, он обнаружил роль анаэробных бактерий при некоторых заболеваниях, таких как септический тромбофлебит. Исследовал летаргический энцефалит Экономо. Он также опубликовал руководство по применению бактериологических методов в клинической практике.
Немецкое общество по изучению сепсиса (нем. Deutsche-Sepsis-Gesellschaft e. V.) ежегодно присуждает премию имени Шоттмюллера за большой вклад в исследование сепсиса.

## Избранная библиография
- Über eine das bild des typhus bietende krankheit, hervorgerufen durch typhusähnliche bacillen [About an image discriminating bacilli causing typhus disease from similar typhoid bacilli]. Deutsche Medizinische Wochenschrift 1900. 26: 511
- Die artunterscheidung der für den menschen pathogenen streptokokken durch blutagar [The species differentiation of streptococci pathogenic to humans by blood agar]. 1903. Munchener Medizinische Wochenschrift 50: 849-53, 902-12
- Leitfaden zur Untersuchung der Zerebrospinalflussigkeit 1913 Pages 212, Demand.
- Zur Ätiologie Klinik und der Bisskrankheit (Ratten-, Katzen-, Eichhörnchen-Bisskrankheit). Derm Wschr Erganzungsh 1914; 58: 77 — 103.
- Leitfaden für die klinisch-bakteriologischen Kulturmethoden. — Berlin: Urban & Schwarzenberg, 1923
- Die peurperale Sepsis. MUnchener medizinischen Wochenschrift, Nr. 37, S. 1580, Nr. 38, S. 1634, (1928). (1580)